# Feminita

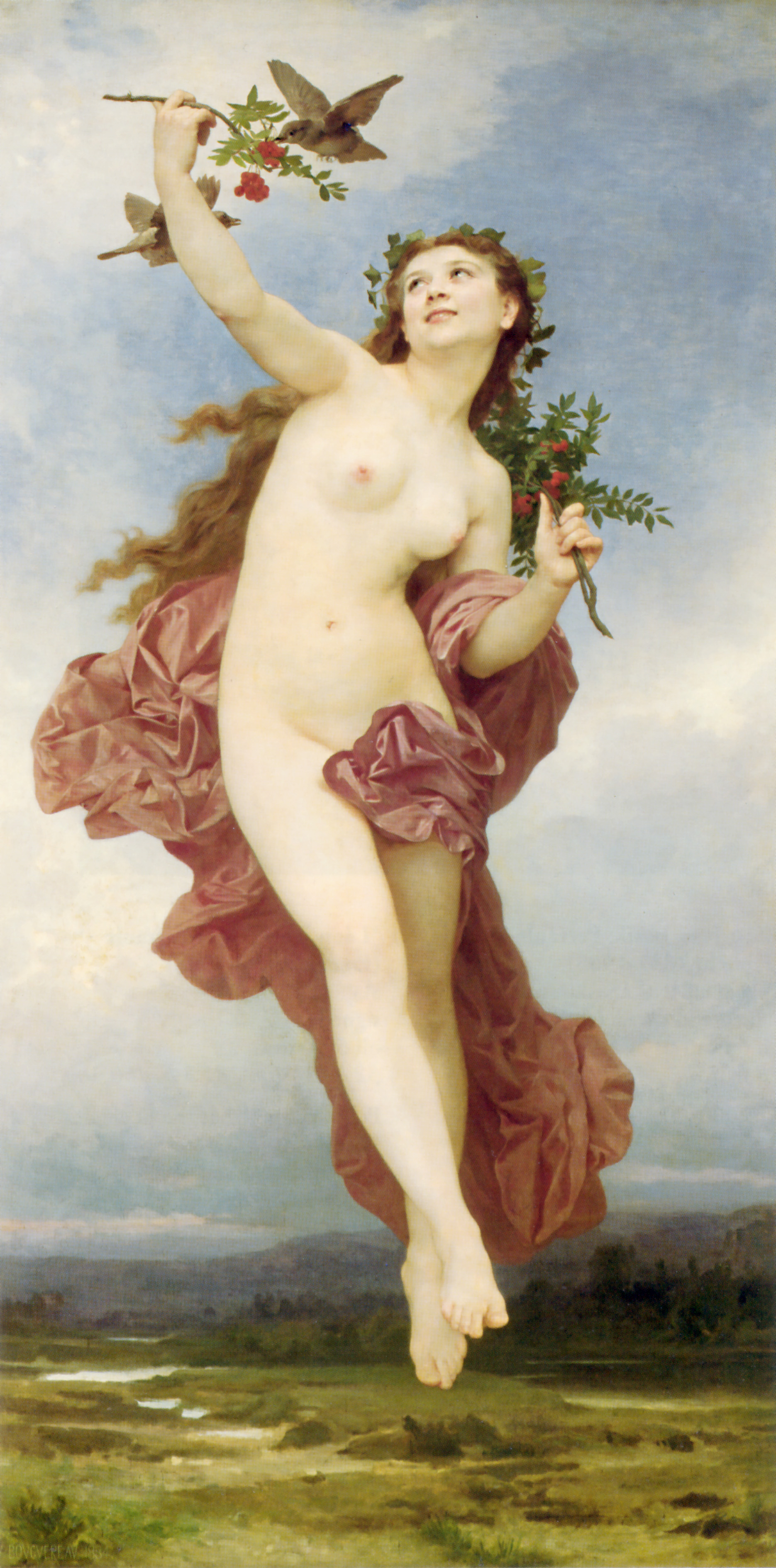
Ženskost byla často zobrazována v alegorických dílech. William-Adolphe Bouguereau: Den (Le Jour), 1884

Feminita (též ženskost nebo ženství) obecně označuje soubor vlastností, objektů a rolí společensky přisuzovaných ženám. Koncept feminity, na rozdíl od biologické definice ženského pohlaví, je primárně sociálně zkonstruovaný a jeho znaky tím pádem mohou bez ohledu na pohlaví naplňovat jak ženy, tak muži či nebinární lidé. Ženy, jež tyto znaky nenaplňují, mohou být předmětem stigmatizace, stejně tak jako muži, u nichž mohou být projevy feminity spojovány se slabostí, degradací jejich mužství nebo homosexualitou, přestože genderová identita nemá žádný přímý vliv na sexuální orientaci. Protipólem feminity je maskulinita.
Samotný pojem feminita a jeho náplň nelze univerzálně definovat, protože jeho význam se měnil v závislosti na prostředí a historickém období a může se lišit i na úrovni jednotlivců. V západní společnosti jsou za tradiční znaky feminity považovány vlastnosti jako citlivost, cudnost, empatie a pasivita, v případě vzhledu pak štíhlá postava, dlouhé vlasy a žádné nebo minimum tělesného ochlupení. To ovšem neplatí univerzálně napříč kulturami; v různých částech světa například tělesné ochlupení není považováno za něco nefeminního. Tyto feminní ideály krásy se setkávají s kritikou jako příliš restriktivní, nezdravé či dokonce rasistické (eurocentrické). Zejména rozšíření anorexie a dalších poruch příjmu potravy na Západě bývá často dáváno do kontextu se štíhlostí, jakožto moderním ideálem ženské krásy.

## Feministická perspektiva
Po mnoho let byla feminita neoddělitelně spojena s ženským pohlavím. Průlomový odklon od té doby esencialistického vnímání genderu představila v roce 1949 francouzská feministka a spisovatelka Simone de Beauvoir, která ve své knize Druhé pohlaví napsala, že „ženou se člověk nerodí, ale stává“. Tuto myšlenku, v rámci níž Beauvoir definovala rozdíl mezi pohlavím a genderem, později v roce 1959 převzal americko-kanadský sociolog Erving Goffman a v roce 1990 americká filozofka Judith Butler, která ve svém díle Gender Trouble uvádí, že gender není pevně spjatý s pohlavím, ale spíše představuje sociálně definovaný a proměnlivý set vlastností a rysů, které jsou v průběhu času prostřednictvím maskulinity a feminity přisuzovány buď mužům, nebo ženám.
Na práci Simone de Beauvoir navazovaly i feministky druhé vlny, které věřily, že i přes vrozené rozdíly mezi muži a ženami z hlediska pohlaví, je koncept maskulinity a feminity v lidech konstruován prostřednictvím kultury, v rámci níž jsou ženám přisuzovány vlastnosti jako pasivita, něžnost a submisivita, zatímco mužům je přisuzována agresivita, vůdcovství a inteligence. Dívky jsou pak podle nich od útlého věku prostřednictvím hraček, televize, médií a školy socializovány k tomu, aby se těmto feminním rysům a vlastnostem podřídily. Americká feministka Betty Friedan ve své knize The Feminine Mystique z roku 1963 napsala, že příčiny společenského podmanění a útlaku žen leží ve vyobrazení feminity jako dětinské, slabé, pasivní a závislé na mužích a vyzvala k „drastické rekonstrukci kulturního vyobrazení ženství“.